# René Robinau de Bécancour
Pour les articles homonymes, voir Robineau.
René Robinau de Bécancour (1625-1699) était baron de Portneuf (nommé Outsitsony par les Hurons), enseigne dans le régiment de Turenne, chevalier de l’ordre de Saint-Michel, membre de la Compagnie des Cent-Associés, premier grand voyer de la Nouvelle-France. Il est né vers 1625, à Paris, de Pierre Robineau de Bécancour et de Renée Marteau, mort à Québec en 1699.

## Biographie
René Robinau, après avoir servi durant deux campagnes en qualité d’enseigne dans le régiment de Turenne, arriva à Québec en 1645. Il était à l’emploi du gouverneur Huault de Montmagny quand, en janvier 1646, il participa avec Nicolas Marsolet à la rébellion des petits habitants contre ceux qui avaient les charges et les offices à la Communauté des Habitants. Il fut ensuite officier au camp volant de Québec. C’est en cette qualité qu’il accompagna, le 26 février 1652, le grand sénéchal Jean de Lauzon (fils) et 15 Français dans une expédition à Trois-Rivières. Devant cette ville, le 2 juillet, il prit part à un combat contre les Iroquois et recueillit un Huron captif. 
Il retourna en France à l’automne de 1656. Son séjour lui fut profitable : le roi le fit chevalier de l’ordre de Saint-Michel et la Compagnie de la Nouvelle-France lui accorda le petit fief de Bécancour sur le chemin du grand Cap Rouge. La compagnie le pourvut aussi en 1657 de l’office de grand voyer pour le Canada. Il devenait le premier à exercer cette charge. Ce n’est qu’au xviiie siècle que la fonction de grand voyer acquit de l’importance et commença d’occasionner des soucis à son titulaire. 
René Robineau semble surtout s’être occupé de commerce. En octobre 1659, il fit un voyage en France. Il y remplaça son père, comme membre de la Compagnie des Cent-Associés. En cette qualité, il signa, le 5 février 1660, un traité commercial avec Toussaint Guenet et plusieurs marchands de Rouen, accordant à cette société le monopole de la traite des castors et des importations dans la colonie. Robinau semble être revenu au pays en 1661 pour en repartir en 1663. Il fut un des signataires, le 23 février 1663, de la lettre par laquelle les Cent-Associés abandonnaient le Canada au roi.

## Descendance
Le 21 octobre 1652, il épousa Marie-Anne Le neuf de La Poterie, fille de Jacques Leneuf de La Poterie et de Marguerite Legardeur ; ils eurent 12 enfants, dont trois devinrent des personnalités politiques et militaires.
- Pierre Robinau de Bécancour, baron de Portneuf, (Né à Québec en 1654 et mort en 1729) qui obtint le 24 mai 1689 des lettres de provisions en survivance de la charge de grand voyer ;
- Joseph Robinau de Villebon (né à Québec le 22 août 1655 et mort le 5 juillet 1700 au fort Saint-Jean, en Acadie), gouverneur de l'Acadie ;
- René Robinau de Portneuf officier en Acadie et au Canada, (né à Québec le 3 septembre 1659 et mort à Montréal dans la nuit du 3 au 4 octobre 1726).
  - Pierre Robineau de Portneuf, fils de René Robinau de Portneuf, officier et commandant du Fort Presque Isle.